# Lycée Beaupré d'Haubourdin
Le lycée Beaupré d'Haubourdin est un établissement français d'enseignement situé à Haubourdin (Nord).

## Le château Beaupré d’Haubourdin
Le château Beaupré d'Haubourdin, situé sur l’emplacement actuel de la cité scolaire, était installé dans un parc de treize hectares.
Dès le IXe siècle, une forteresse occupe le lieu-dit de « la Motte », du nom d'une ancienne motte féodale érigée à la même période. Le château de Beaupré appartient en 1214 à l'abbesse de Saint-Renfoy de Denain et sert de refuge à la comtesse Jeanne. L'édifice est par la suite reconstruit au cours du XVIe siècle, dans le style Renaissance espagnole, sous Charles Quint.
Il est laissé à l'abandon à la Révolution par ses propriétaires, puis confisqué par l'État. Il devint ensuite propriété de grandes familles du Nord, avant d'entrer dans le patrimoine d'Haubourdin en 1933.
Endommagé au cours de la bataille d'Haubourdin en 1940, il est en un premier temps voué à être restauré. Mais le coût des travaux s'avérant trop élevé, il a finalement été rasé vers 1955, pour laisser la place à un nouvel établissement d'enseignement en 1968.

## La cité scolaire

### Histoire
La mairie de la commune décide en 1968 de créer à sa place un établissement scolaire de style corbuséen réunissant collège et lycée, à la fois général et professionnel ainsi que tertiaire grâce à sa spécialisation de plasturgie.
En 1994, avec la réforme visant à séparer géographiquement les secteurs d’enseignements primaires et secondaires, le collège est contraint d'être déplacé de l'autre côté de la ville. Le bâtiment D qui lui était attribué est ensuite démoli pour permettre à la cité d'accueillir uniquement des élèves du secondaire jusqu’en 1998.

### La cité Beaupré
En 1998, la municipalité décide de rénover entièrement la cité scolaire, et en profite pour le renommer "Lycée Beaupré" en mémoire du château détruit en 1955.
La cité actuelle n’a presque rien gardé de l’ancienne cité de 1968, mis à part l’internat. En deux années de travaux, Beaupré est devenu une cité aplanie et étalée n’excédant pas plus de deux niveaux, avec des bâtiments peints en blanc et barrés de panneaux de bois qui laissent une impression d’espace et de lumière.
Beaupré fait place actuellement à un concept moderne, voire futuriste, qui offre de nombreuses perspective d’avenir, tout en unissant lycée général, professionnel, technologique, industriel ainsi que tertiaire.

## Classement du lycée
En 2015, le lycée se classe 66e sur 99 au niveau départemental quant à la qualité d'enseignement, et 1727e au niveau national. Le classement s'établit sur trois critères : le taux de réussite au bac, la proportion d'élèves de première qui obtient le baccalauréat en ayant fait les deux dernières années de leur scolarité dans l'établissement, et la valeur ajoutée (calculée à partir de l'origine sociale des élèves, de leur âge et de leurs résultats au diplôme national du brevet).